# Glomma
Glomma eller Glåma (af norrønt: Gláma = den lyseblå eller glåma = skimre, skinne svagt, eller af norrønt glaumr = larm, drøn) er Norges længste elv med 623 kilometer, regnet fra udspringet i flere små tjern 957 meter over havet i Tydalsfjeldene og frem til udløbet i Fredrikstad.
I norrøn tid var Glommas navn Rauma eller Raumelfr (= Drønne-elv, Drønnende vandløb) som igen gav navn til Romerike, der af Jordanes i 500-tallet kaldes Raumaríki.
En række bifloder løber ud i Glomma, der danner Nordeuropas vandrigeste fos, Sarpsfossen, i Sarpsborg. Sarpsfossen er Europas største fos, med en normal vandføring på 577 kubikmeter pr sekund. Både Rhinfaldet i Schweiz (250-700 kubikmeter) og Dettifoss på Island (200-500 kubikmeter) markedsfører sig som Europas største vandfald, men Sarpsfossen har altså større vandføring, og driver tre vandkraftværk.
Dens første stykke hedder Storelva (= Stor-åen) og løber ud i Rien. Først ved udløbet fra Rien hedder den Glåma eller øvre Glåma; længere nede er navnet Glomma. På ret forkert grundlag opgives Aursunden ofte som Glommas udspring.
Glomma er hovedelv i et afvandingsområde på 42.441 km² (de 422 km² i Sverige).
Ved Kongsvinger foretager elven en skarp sving mod vest. Formentlig løb den tidligere sydøstpå gennem Vingersjøen og videre til Vänern i Sverige. Ved oversvømmelse i Glåma kan det stadig ske, at en del vand søger sig denne vej ad den lave landtange mellem Vingersjøen og Vrangselva. Senest skete det under oversvømmelserne i 1967 og 1995. Oversvømmelserne på Østlandet i juni 1995 var de værste i flere hundrede år.
Glommen er den danske form af navnet.